# Jeanne Reybaud
 (avril 2024).
Jeanne Reybaud, née à Marseille le 4 mars 1918 et morte dans la même ville le 25 juillet 2006, est un médecin français précurseur dans le domaine de la médecine esthétique en France dans l'immédiat après-guerre.

## Biographie
Jeanne Reybaud est née le 4 mars 1918 au 37 de la rue Sénac-de-Meilhan à Marseille. Elle est la fille d'Élysée Reybaud, figure de la vie politique marseillaise et ingénieur talentueux.
Très tôt son caractère bien trempé s'affirme et conduit ses parents à demander son émancipation, par jugement du 28 juillet 1936. C'est cette même année qu'elle décide d'entrer en médecine. Lorsqu'elle est nommée médecin auprès de l’Assistance Publique en 1943 à Nice, son jeune frère Claude décède brutalement à Marseille d'un choc anaphylactique dû aux restrictions alimentaires en zone sud.
De retour à Marseille en 1957, alors que les premiers actes de Mésothérapie ont lieu en France, cette esthète préoccupée par l’aspect physique de la femme qui travaille ambitionne de développer une médecine nouvelle : « jusqu'à ces dernières années, la préoccupation de la médecine était uniquement la santé. Les préjugés voulaient que l’on considérât comme puéril ou futile de s’occuper de la beauté d’un visage ou d’un corps et le processus de vieillissement était admis comme loi inéluctable sans qu’on cherchât à y remédier […] De nos jours, une nouvelle branche de la médecine est née : l’esthétique médicale, qu’il faut différencier de la chirurgie esthétique. ».
C’est par ces mots qu’elle demande l’accord au Conseil de l’Ordre d’ouvrir un cabinet de médecine esthétique. On tente de la dissuader. Elle tient bon, persévère, et lorsqu'elle arrive enfin à créer son cabinet rue du Camas, la demande est telle qu'elle se voit dans l’obligation d’agrandir rapidement sa structure. Elle transfère son cabinet boulevard de la Libération. C’est à cette époque que son expertise et sa notoriété prennent forme, par des techniques nouvelles pour l‘époque et aujourd’hui éprouvées. Elle fait partie des premiers médecins français à pratiquer des injections de botox, de collagène, et à utiliser des lasers médicaux. Dans les années soixante, J.R. comme on l’appelle dès lors, fait preuve de modernité. Elle ose, s’informe et fait avancer le domaine. De nombreux médecins s’inscrivent dans son travail, et dans ce que l’on a coutume d'appeler la Médecine esthétique.
Outre de nombreuses formations dans le domaine de l'esthétique médicale, Jeanne Reybaud est aussi diplômée de puériculture et de pédiatrie, et diplômée de l'Institut de Médecine du Travail. Elle s'est également intéressée à la médecine non conventionnelle en suivant plusieurs cycles de formation en Sophrologie. Elle est par ailleurs l'auteur de pièces de théâtre à compte d'auteur.
Il faut attendre 1977 pour que son activité soit reconnu par l'Ordre des Médecins, qui atteste que le docteur Jeanne Reybaud est régulièrement inscrit au tableau de l'ordre dans la catégorie médecine générale pratiquant la médecine esthétique.
Elle meurt 25 juillet 2006 à Marseille au chemin du Roucas blanc.